# Queruscos

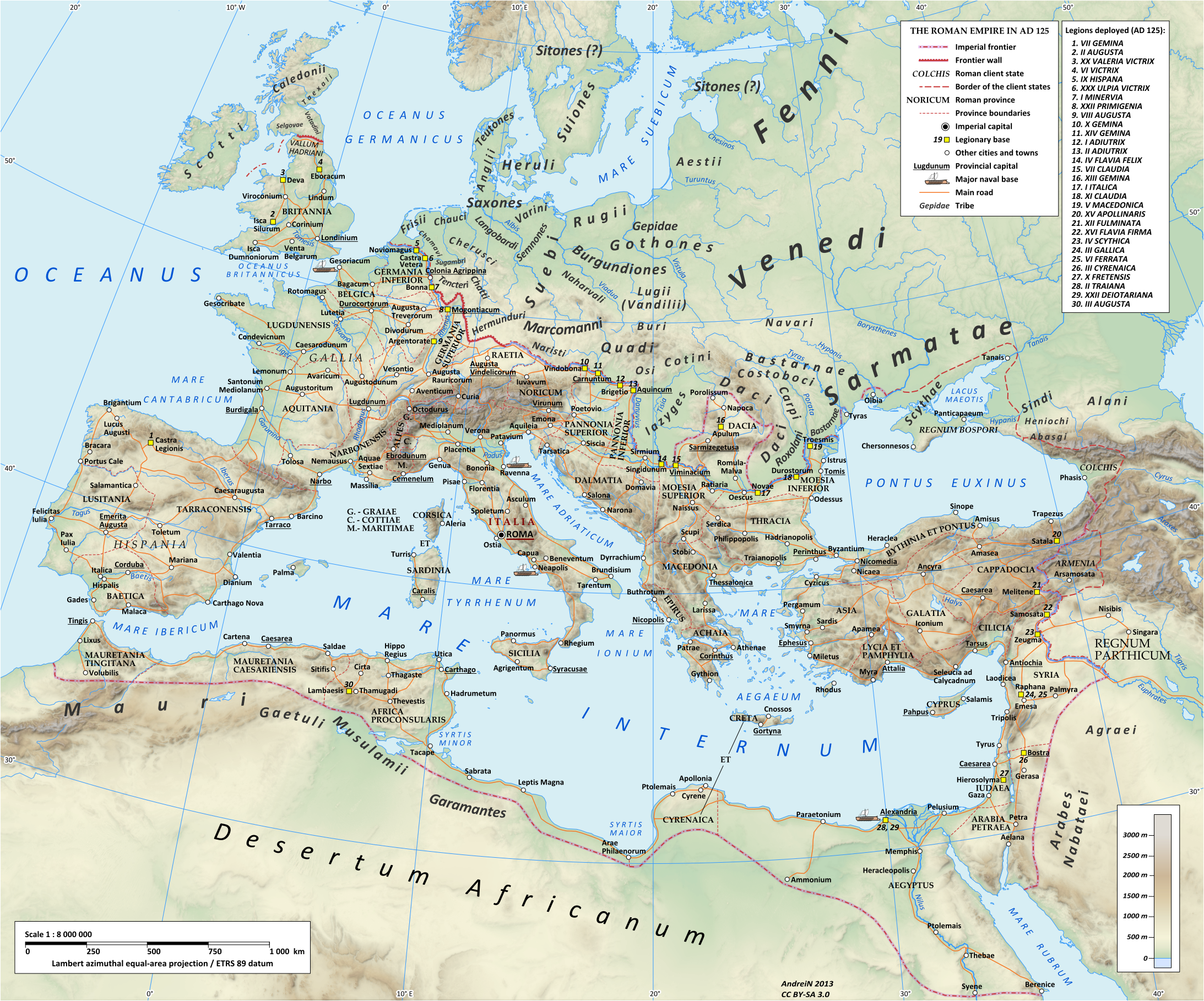
El Imperio romano en tiempos de Adriano (117–138), mostrando la localización de los queruscos al noroeste de la actual Alemania.

Los queruscos (en latín: Cherusci; en alemán: Cherusker) fueron una tribu germánica que habitó partes del valle del Rin y el norte de las llanuras y los bosques del noroeste de Alemania, en la zona comprendida entre los actuales Osnabrück y Hanóver, durante el siglo I a. C. y el siglo I. Posteriormente fueron absorbidos por la confederación tribal de los francos. Su nombre se refiere a un ciervo (alemán: Hirsch), más precisamente a su cuerno, que en galo se decía Kern, nación a la que pertenecerían originalmente.

## Historia

### Encuentros de Roma con los queruscos
La primera mención histórica de los queruscos ocurre en el libro 6.10 de Julio César, Comentarios a la guerra de las Galias, que relata los acontecimientos ocurridos el 53 a. C. César relata que cruzó el Rin de nuevo para castigar a los suevos por el envío de refuerzos a los tréveros o treviros. Menciona que el bosque Bacenis (Silva Bacenis) separaba el territorio de los queruscos del de los suevos. En el 12 a. C., los queruscos y otras tribus de lo que para los latinos era la Germania, fueron subyugados por los romanos.
Roma trató de ampliar sus territorios en el norte de Europa, más allá del Rin, explotando las divisiones dentro de los queruscos, y durante algún tiempo la tribu se consideró un aliado romano. En este momento, la tribu se dividió entre Arminio (conocido en el moderno alemán como "Hermann der Cherusker", aunque su nombre más probable sería Armin) y Segestes (valga notar que este último nombre también acusa origen galo, ampliamente difundido en las Galias). Arminio abogó por romper la lealtad a Roma y declaró su independencia, mientras que Segestes quiso permanecer fiel. Alrededor del 8 a. C., Arminio había ganado la delantera y comenzó a planificar la rebelión. Segestes advirtió reiteradamente a Publio Quintilio Varo, el gobernador de la Galia, de que la rebelión estaba prevista, pero Varo se negó a actuar hasta que la rebelión había estallado.
En el año 9, en la batalla del bosque de Teutoburgo, un ejército de aliados supuestamente germanos –pues todos sus nombres acusan un origen galo– bajo el mando de Arminio (queruscos, brúcteros, marsos, sicambrios, caucos y catos) aniquilaron a tres legiones romanas al mando de Varo. Las águilas de las legiones, de gran importancia simbólica para los romanos, se perdieron. Los números de estas tres legiones, la XVII, la XVIII y la XIX legión, nunca fueron utilizados de nuevo.
Después de los motines de las legiones germánicas en el año 14, Julio César Germánico decidió, a instancias de sus hombres, marchar a Germania para restaurar el honor perdido. En el año 15, después de una breve incursión contra los catos, comenzó una campaña contra los queruscos. Recibió un llamamiento de socorro de Segestes, que estaba siendo sitiado por Arminio. Segestes fue rescatado junto con un grupo de familiares y personas a su cargo, incluyendo a Thusnelda, la hija de Segestes y la esposa de Arminio. Germánico escatimó con ellos y les dio tierras en la Galia. A continuación encontró el lugar de la batalla del bosque de Teutoburgo. Sus hombres enterraron a los muertos y construyeron un montículo funerario.
Una serie de batallas seguidas infligieron fuertes bajas a los romanos. Arminio parecía estar llevando la delantera, pero en el año 16, Germánico derrotó a Arminio en la batalla de Idistaviso y en el año 18 en la batalla del Muro Angrivario, pero Arminio no pudo ser capturado por los romanos. En el año 19, Adgandestrio, un jefe de los catos, pidió a Roma veneno para matar a Arminio. La petición fue denegada por "nobleza" ya que (por lo que se refiere Tácito) "Los romanos se vengan de sus enemigos no con trucos, sino por la fuerza de las armas". Arminio se envolvió cada vez más en disputas tribales, sus opositores lo acusaron de tratar de convertirse en rey. En el año 21, Arminio "sucumbió a la traición por sus relaciones" (según Tácito), y Roma nombró rey a Itálico, hijo de Flavio (hermano de Arminio), que reincorporó a la tribu al Imperio.

### Consecuencias
Después de la muerte de Arminio, los romanos abandonaron a los queruscos más o menos a su suerte. En el 47, los queruscos pidieron a Roma que enviara a Itálico, hijo de Flavio y sobrino de Arminio, para convertirse en rey, ya que la guerra civil había destruido a su nobleza. En un primer momento no fue, pero desde que se planteó en Roma que era un ciudadano romano, pronto cayó en favor, por lo que si bien Arminio consiguió "liberar" a su pueblo de Roma, fue solo temporalmente, ya que este volvió al Imperio. El último rey fue Chariomerus, nieto de Flavio y sobrino-nieto de Arminio, los queruscos desaparecieron cuando fueron derrotados por los chatti.
Bajo el prudente emperador Adriano, fue construido el limes o límite, una fortificación creada para cerrar la brecha entre las dos fronteras fluviales y prevenir ataques posteriores y levantamientos en la inestable Germania Ulterior.

### Posible origen celta
El nombre "querusco" apunta a un origen celta de la tribu, ya que termina de manera similar a la de otros nombres de tribus celtas, como los nóricos, taúricos y escordiscos, a lo que se suma que tenían costumbres de hábitat y guerreras que les emparentaban, más que nada, a los galos. Otras tribus en Germania se sabe que son de origen celta, incluyendo los cimbros, ambrones, sicambrios, volcas, teutones y boyos (en Bohemia).
Sin embargo, Plinio el viejo agrupo a los queruscos con sus vecinos los suevos y chatti, así como cn los hermunduri y los hermiones. Si la identificación de Plinio es correcta, su lengua se agruparía dentro del llamado germánico del Elba, antecesor las lenguas altogermánicas.